# Maurice Moritz
Maurits Moritz (Namur, Valònia, segle xix - segle XX) va ser un ciclista belga que va córrer en els anys previs a la Primera Guerra Mundial. El seu principal èxit fou la victòria en la cursa Lieja-Bastogne-Lieja de 1913.

## Palmarès
- 1913
  - 1r a la Lieja-Bastogne-Lieja
  - 2n a Brussel·les-Esneux